# Chase Me Charlie
Chase Me Charlie é uma coletânea lançada em 1918, dirigida por Charles Chaplin e Langford Reed, com excertos de vários filmes de curta metragem que Chaplin havia realizado para os Estúdios Essanay. Nela estão incluídos The Tramp, Shanghaied, In the Park, The Bank, By the Sea, A Night Out, The Champion, A Woman e His New Job.

## Elenco
- Charles Chaplin .... Charlie
- Edna Purviance .... Edna Sugar-Plum
- Leo White .... Duke De Durti-Dog
- Ben Turpin .... Ben